# Шумакские источники
Шума́кские источники (бур. Шумаагай аршаан) — минеральные источники в Окинском районе Бурятии, расположенные на высоте 1558 м в горах Восточного Саяна на реке Шумак (правый приток Китоя) в месте слиянии её притоков Левый Шумак и Правый Шумак, на северном макросклоне Тункинских Гольцов.

## Характеристика источников
Воды источников, выделенные в отдельный, шумакский, тип воды, гидрокарбонатные, кальциево-магниевые, с высоким содержанием кремния и небольшой минерализацией.
Источники выходят тремя линиями:
1. Первая линия проходит по левому берегу реки Шумак и состоит из 44 отдельных грифонов. Температура воды — от 10 °C до 35 °C. Содержание радона — от 0,4 до 2,0 mμC/л, углекислого газа — от 0,26 до 0,99 г/дм³.
2. Вторая линия имеет протяжённость 175 м. Температура воды — 25—35 °C, содержит 3,4 mμC/л радона и до 0,56 г/дм³ углекислого газа.
3. В третью линию входят ванны, расположенные ниже устья правого притока Шумака. Она имеет протяжённость 110—120 м и насчитывает 7 грифонов. Температура воды — 22—55 °C. Основной выход содержит 0,6 г/дм³ углекислого газа[1].

В ложе реки образуются известковые ступеньки в результате выделения избытка солей в виде туфа при охлаждении.

## Бальнеологические свойства
Источники используются для лечения разнообразных заболеваний, в основном — болезней сердечно-сосудистой системы и опорно-двигательного аппарата. Кроме того, лечатся эндокринопатии с пониженной функцией эндокринных желёз, гинекологические заболевания, болезни органов пищеварения и нарушения обмена веществ.

## Турбаза
В 2006 году на Шумакских минеральных источниках была построена благоустроенная турбаза «Шумак» на 60 мест. В условиях отдалённости от цивилизации на турбазе имеются телевидение, спутниковая телефонная связь, интернет, собственная пекарня. Электроснабжение осуществляется с использованием солнечной электростанции.

## Транспорт
На источники можно добраться пешими, конными маршрутами и на вертолёте:
- из посёлка Аршан через перевал Аршанский, с выходом к реке Китой и по орографически правому берегу до стрелки Китоя с рекой Шумак, далее — вдоль реки Шумак собственно к источникам.
- из посёлка Нилова Пустынь через перевал Шумакский (2760 м). Данный путь гораздо меньше по протяжённости (50 км) и занимает в среднем для опытных туристов 1,5—2 световых дня, либо для обычных людей 2—3 дня и включает две ночёвки. По данному маршруту возможно добраться на лошадях (одна ночёвка). За 1 день (а точнее с 7 утра до 23 часов вечера) подготовленные туристы могут дойти от источников до Ниловой Пустыни (то есть «выходить» с источников) — так как бо́льшая часть дороги (после перевала) идёт вниз и при выходе рюкзак обычно пустой.
- из Иркутска на вертолёте. Перелёт по времени составляет около часа. В летнее время (с мая по сентябрь) каждую пятницу производятся регулярные рейсы. Зимой вертолёты летают редко, по набору группы. Время вылета (обычно с утра) может меняться в зависимости от погодных условий. Организацией этих рейсов занимается компания «ШУМАК-ТУР».

## Галерея

Слайды
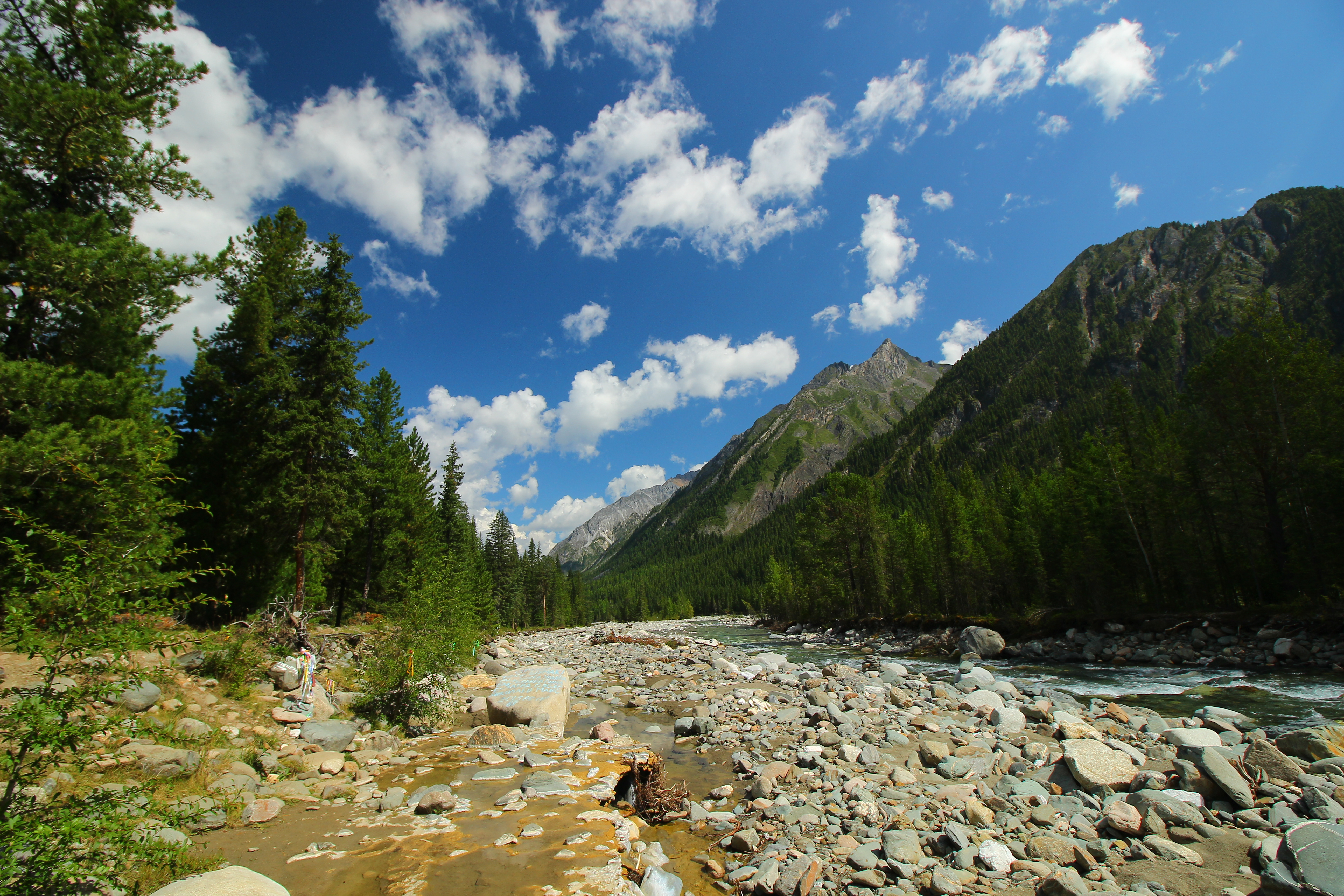
Река Шумак
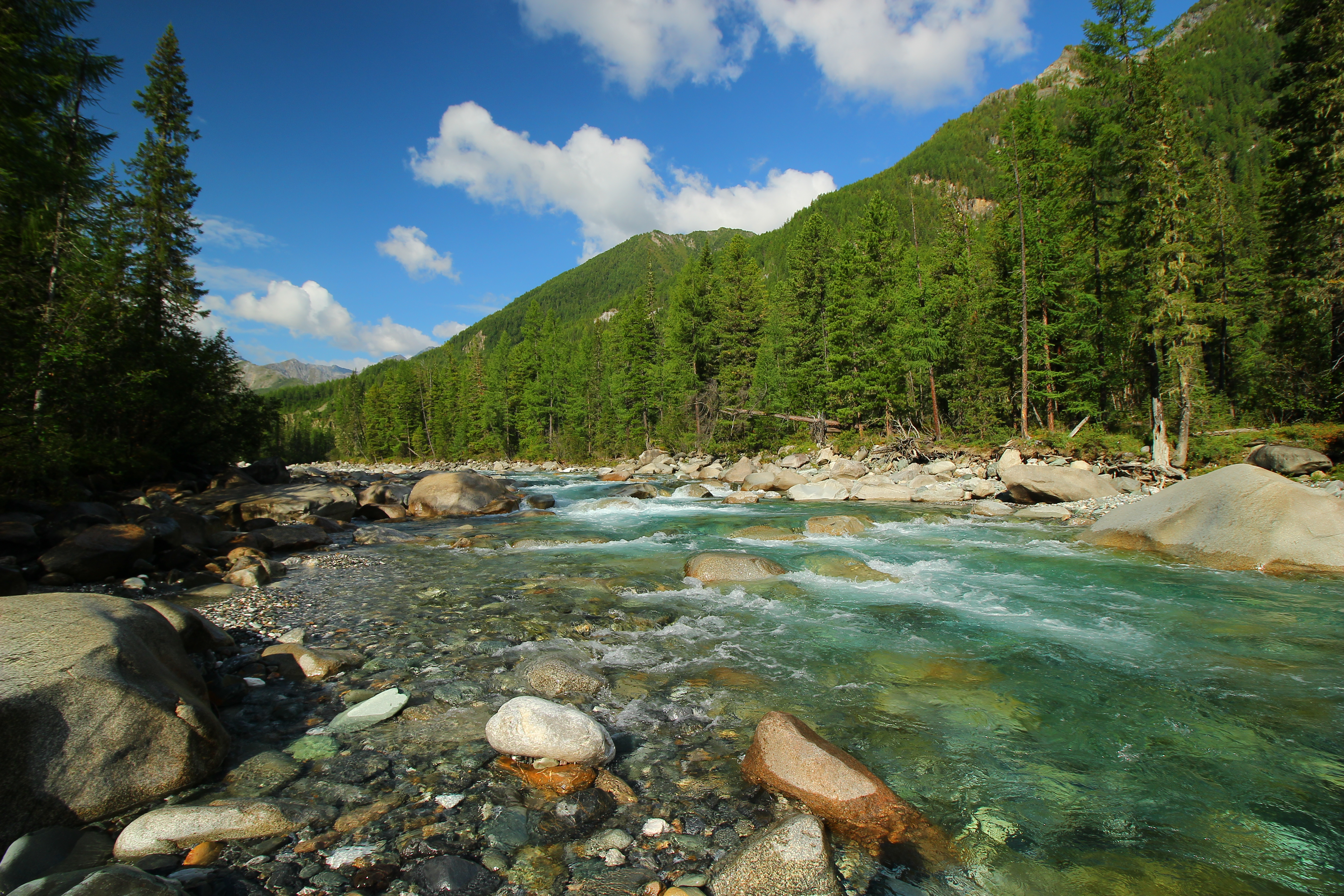
Изумрудные воды
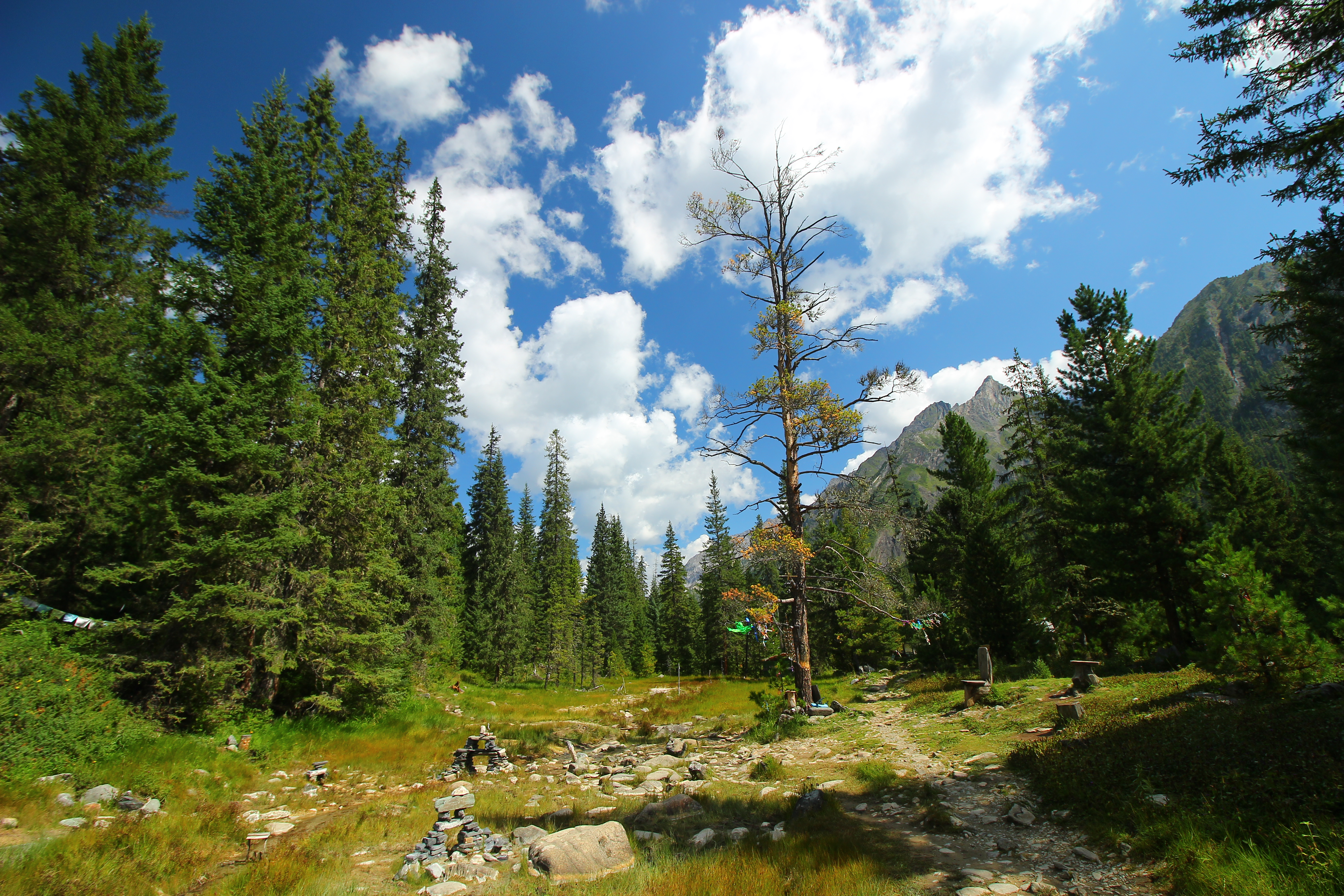
Источники
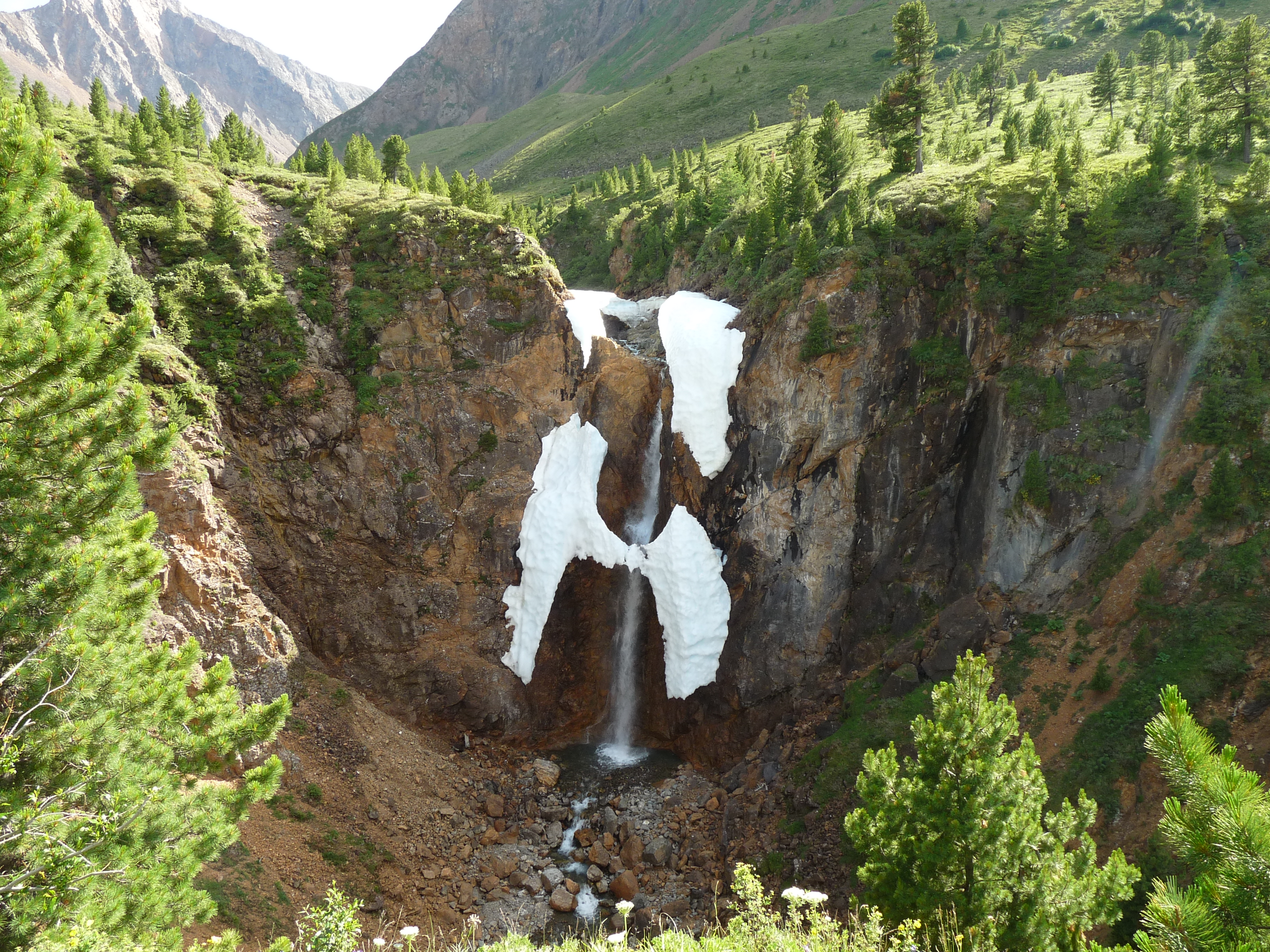
Водопад на реке Шумак в июле, вид с пешеходной тропы по пути к Шумакским источниками